# N-烯丙基苯胺
N-烯丙基苯胺是一种芳香胺，化学式C9H11N。

## 制备和反应
N-烯丙基苯胺可以由苯胺和烯丙基氯、烯丙基溴或烯丙基碘反应而成。烯丙胺和碘苯的反应也可以产生N-烯丙基苯胺。
它和一氧化铅反应，生成喹啉。